# Nemunėlio Radviliškis
Nemunėlio Radviliškis är en ort i Panevėžys län i norra Litauen. Enligt folkräkningen från 2011 har staden ett invånarantal på 566 personer.